# Mathias Schröder

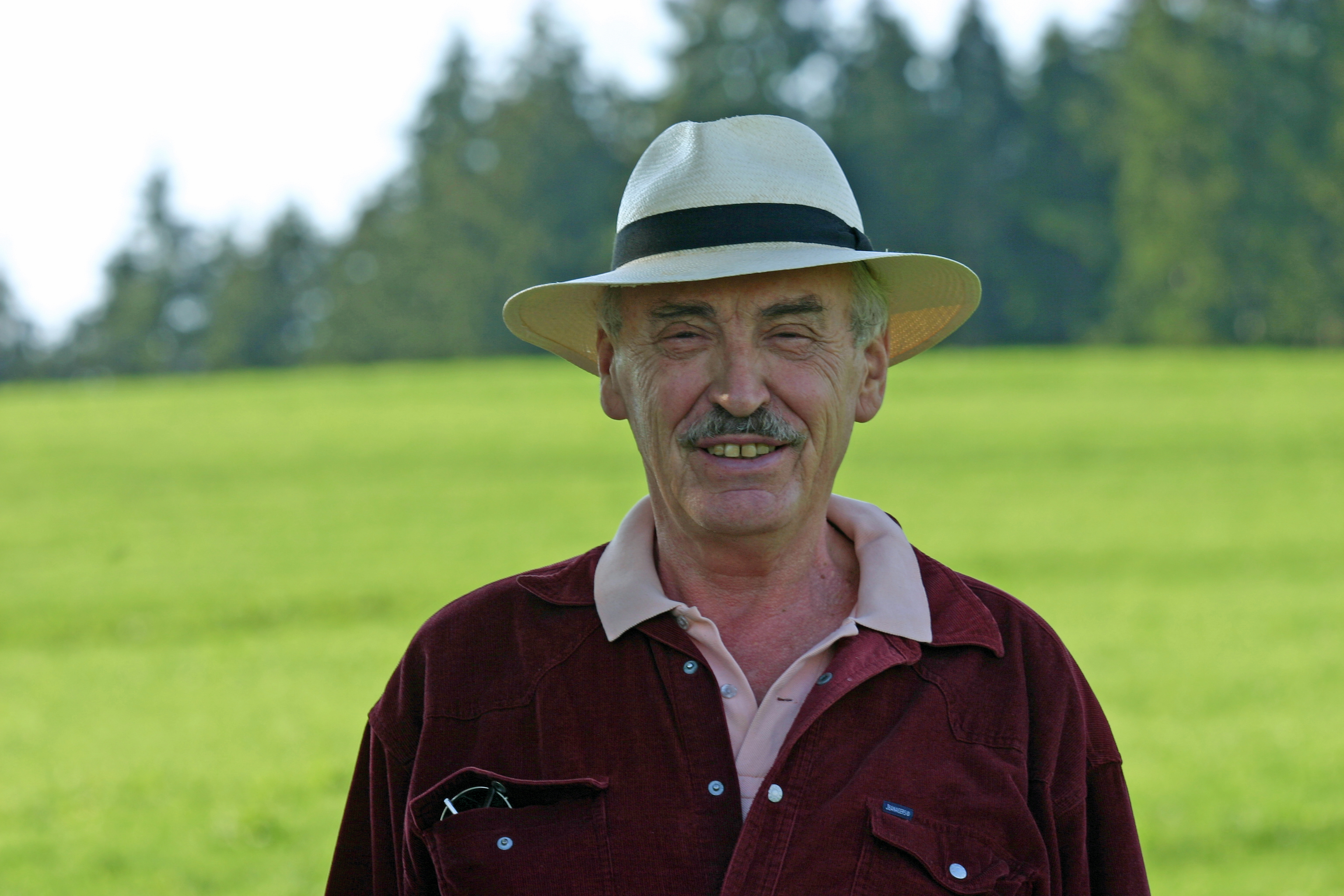
Mathias Schröder

Mathias Schröder (* 28. September 1941 in Kassel; † 22. Dezember 2023 in Kirchhain) war ein deutscher Schriftsteller und Arzt.

## Leben
Mathias Schröder wurde am 28. September 1941 in Kassel als Sohn eines Oberamtsanwalts geboren. Er studierte Medizin an der Universität des Saarlandes, der Universität Marburg, der Sorbonne in Paris und als Forschungsstipendiat auf den Spezialgebiet Nuklearmedizin an der Universität von Süd-Kalifornien in Los Angeles. Mit einer Dissertation über Nierenbeckenplastiken bei C. E. Alken, Homburg promovierte er 1967 zum Dr. med.
Nach langen Auslandsjahren und einigen Monaten als Schiffsarzt in der Karibik arbeitete Schröder ab 1972 als Facharzt für Allgemeinmedizin in München. 1997 verlegte er seinen Wohnsitz nach Utting am Ammersee. 2001 absolvierte er einen Tropenmedizinkurs an der Katholischen Universität Lyon, eine Voraussetzung, um von 2002 bis 2004 in Kamerun als Missionsarzt der Europäischen Baptistischen Mission (EBM) arbeiten zu können. Die aus Dankbarkeit und Anerkennung für den Einsatz Schröders in Yaoundé gegründete Hilfsorganisation ADAMS (Association des amis de Mathias Schröder), setzt sich für humanitäre Programme ein.
Auch während seiner Auslandsjahre in mehreren Ländern und in seiner Tätigkeit als praktizierender Arzt war Schröder schriftstellerisch tätig.
Seine Schwester war die Ärztin und baptistische Diakonisse Mechthild Schröder und sein Bruder ist der Mediziner Fritz H. Schröder.

## Werk
Mathias Schröder wurde in die "Tradition von Geschichtenerzählern wie William Faulkner, Somerset Maugham oder Elsa Morante gestellt".
Zwischen seinen ersten und jüngsten dichterischen Arbeiten schrieb er vier Romane, viele Gedichte und ein Dutzend Erzählungen, die alle entweder im Verlag Ullstein, im Verlag Langen-Müller, im Verlag Mathes und Seitz, oder im Verlag editionRester erschienen sind. Hauptthema, das alle Werke durchzieht, ist die Liebe, die den Materialismus überwinden will, oft daran scheitert, aber niemals aufgibt. „Und gemeinsam ist seinen Dichtungen die treffsichere, bildhafte, knappe Sprache. Jedes Wort sitzt, keines zu wenig, keines zuviel“.
Mit dem Roman Der Krähenbaum debütierte Schröder 1976 als Schriftsteller. Sein Thema ist die „bedrängte, von faschistischer Macht brutal umgebene Kindheit in einer engen Dorfwelt, die von den Nazis und ihren Anhängern total beherrscht wird“ (Monika Sperr, Herausgeberin und Autorin). Die Handlung spielt – überwiegend – im Jahr 1944 auf einem alten Herrengut bei Marburg, das von einigen Frauen und ihren Kindern bewohnt wird. Der faschistische Mob bricht los, als sich herausstellt, dass eines der Kinder ein adoptierter jüdischer Junge ist. Von der Nazipropaganda wird die Dorfbevölkerung völlig verhetzt. Die Familie Marin leistet Widerstand bis zum Tod gegen das Unrecht dieses Regimes. Der Roman Der Krähenbaum wurde 1987 unter der Regie von Frank Guthke für das ZDF verfilmt und in mehreren Ländern ausgestrahlt. Der Krähenbaum ist 2016 in der 5. Auflage neu erschienen.
Sein zweiter, 1978 erschienener Roman Linda ist geprägt von seinen Eindrücken in Amerika, speziell dem dort erlebten „vereisten“ Sozialklima.
Schröders ärztliche Erfahrungen spiegeln sich auch in einigen Erzählungen wider, die im Sammelband Der Sturz des Seiltänzers herausgegeben wurden. In Weiße Weihnacht wird zum Beispiel ein hoffnungslos an Krebs erkrankter Mann geschildert, der spürt, dass man ihm die Wahrheit nicht sagt.
In dem Roman Der Weg nach Lampedusa taucht einer der Jungen, eigentlich die Hauptperson aus dem Krähenbaum, als Erwachsener wieder auf. Es ist die Geschichte eines Arztes, der gegen den Materialismus unserer Zeit rebelliert.
Vom Alltag einer Münchner Hausarztpraxis erzählt Sinai, ein Buch über die Liebe eines Arztes zu seiner Frau, die auch seine Arzthelferin ist. Das Ehepaar leidet unter dem Druck eines Zeitgeistes, dem Macht und Geld wichtiger zu sein scheinen als freundlicher Umgang der Menschen miteinander. Neben dem Schauplatz Hausarztpraxis handelt das Buch davon, wie das Ehepaar durch die lebensbedrohliche Erkrankung der Frau in eine tiefe Krise fällt. Das Unglück passiert während einer Reise zum Berg Sinai.
Nach Ansicht des Autors gehören die drei Romane Der Krähenbaum, Der Weg nach Lampedusa und Sinai zusammen. Sie wurden in der Folge als Romantrilogie mit dem Titel Marin vom Verlag editionRester 2004 in einem Band veröffentlicht. Im Zentrum steht die Figur des Arztes Marin. Sein Leben wird beschrieben von 1943 bis zur Jahrtausendwende, das Lieben und Leiden eines Mannes vor dem Hintergrund der deutschen Geschichte. Schröders Romane sind als Hörbücher in den Blindenbibliotheken von Hamburg, Stuttgart, München und Wien aufgenommen.
2009 erschien bei editionRester das Hörbuch Mein Afrika. Es enthält Gedichte und Balladen, begleitet von Michael Ponti am Klavier in unveröffentlichten Archivaufnahmen.
Im November 2013 erschien bei editionRester Stirbst du nicht, dann lebst du nicht, ein Sammelband mit Erzählungen, Kameruner Impressionen in Prosa, Reden, Essays, Rezensionen und Gedichte.
2014 erschien Gegen den Strom, der vorläufig letzte Band mit Gedichten um Politik, religiöse Spannungen und mehr Humanität.

## Auszeichnungen und Ehrungen
- 1977 Förderpreis für Literatur des Landes Bayern
- 1980 Literaturpreis der Stadt München
- 2012 Ernennung zum "Bedeutender Kirchhainer" mit Eintrag in das Goldene Buch der Stadt Kirchhain am 26. Januar (PDF; 2,0 MB)

## Werke (Auswahl, chronologisch)
- Die Harnstauungsniere und ihre plastische Behandlung, Dissertation, Saarbrücken, 1968
- Der Krähenbaum, Roman, 1976, ISBN 3-7844-2107-5, ISBN 3-9809144-0-2 (ISBN 978-3-9809144-0-6); Neuauflage 2016, ISBN 978-3-945685-00-6
- Linda, Roman, Langen-Müller, 1978, ISBN 3-9809144-3-7; Neuauflage erschienen im Verlag editionRester, 2012, ISBN 978-3-9809144-3-7
- Der Sturz des Seiltänzers, Erzählungen, Langen-Müller, 1979, ISBN 3-7844177-4-4 (ISBN 978-3-7844177-4-5)
- Drehbuch zum Roman Der Krähenbaum, 1984
- Weiße Weihnacht, Radioerzählung, 1988
- Hiob unter dem Morgenstern, Spielfilm-Drehbuch, 1992
- Der Weg nach Lampedusa, Roman, 1995, ISBN 978-3-9809144-1-3 (ISBN 3-9809144-1-0)
- In einem blauen Traum, Gedichte, 1995
- Am roten Rand der Nacht, Gedichte, 1997
- Sinai, Roman, 2000, ISBN 978-3-9809144-2-0 (ISBN 3-9809144-2-9) und ISBN 3-88221-826-6
- Marin (Untertitel: Der Krähenbaum/Der Weg nach Lampedusa/Sinai – Romantrilogie), 2004, ISBN 3-9809144-4-5 (ISBN 978-3-9809144-4-4)
- Liebe, Gedichte, 2006, ISBN 978-3-9809144-5-1
- Liebe, Balladen und Gedichte, 2008, Hörbuch gelesen vom Autor, musikalische Begleitung (Michael Ponti, Klavier, Berit Schrijvershof, Klavier, Fritz Schröder, Cello), Audio-CD, ISBN 978-3-9809144-6-8
- Mein Afrika, Gedichte und Balladen, 2008; 2009 als Hörbuch erschienen, ISBN 978-39809144-8-2.
- ALS ARZT UND DICHTER - Parzival und die Nachtmeerfahrt, Festrede anlässlich der Ernennung zum "Bedeutender Kirchhainer" und Eintrag in das Goldene Buch der Stadt Kirchhain am 26. Januar 2012,  Link zur Festrede (PDF; 2,8 MB)
- Stirbst du nicht, dann lebst du nicht, Sammelband mit Erzählungen, Kameruner Impressionen in Prosa, Reden, Essays, Rezensionen, und Gedichten, 2013, ISBN 978-39809144-9-9.
- Gegen den Strom, Gedichte, 2014, ISBN 978-3-945685-00-6.